# Taylor Sheridan
Taylor Sheridan (nascido como Sheridan Taylor Gibler Jr., em 17 de julho de 1969) é um cineasta, roteirista estadunidense e  e ator americano. Sheridan interpretou David Hale na série de televisão Sons of Anarchy da FX e Danny Boyd em Veronica Mars (2005-2007).
Sheridan escreveu vários filmes, incluindo o roteiro de Sicario (2015), pelo qual foi indicado ao Writers Guild of America Award de Melhor Roteiro Original. Ele também foi indicado ao Oscar de Melhor Roteiro Original por Hell or High Water (2016), que teve três outras indicações ao Oscar, incluindo Melhor Filme. Sheridan também escreveu e dirigiu o filme de crime neo-western Wind River em 2017 e escreveu a sequência de Sicario em 2018. Ele é um dos criadores da série de televisão Yellowstone do Paramount Network e criador de seus prequels 1883 (2021) e 1923 (2022), além de co-criar o thriller de crime Mayor of Kingstown. Ele também é o criador do drama de crime Tulsa King, que ele co-escreve e showruns com Terence Winter.
Em 2021, Sheridan foi introduzido no Texas Cowboy Hall of Fame.
Em 2023, Sheridan escreveu, produziu, criou e apresentou Operação: Lioness

## Juventude
Sheridan nasceu em Chapel Hill, Carolina do Norte. Vários artigos de notícias relataram que ele cresceu em uma fazenda em Cranfills Gap, Texas, mas foi criado em Fort Worth, Texas, filho de um cardiologista. Sua conexão com o estilo de vida de cowboy vem de sua mãe, que era originalmente de Waco e gostava de visitar a fazenda de seus avós naquela área. Quando Sheridan tinha oito anos, sua mãe insistiu em comprar um rancho em Cranfills Gap para que seus filhos pudessem "aprender em primeira mão sobre o sentimento pacífico de liberdade na natureza". Sheridan aprendeu a ser um cowboy durante as frequentes visitas de sua família ao rancho Cranfills Gap quando era criança, no final dos anos 1980. Enquanto isso, ele frequentou e se formou na RL Paschal High School, onde era "o raro lutador de fim de semana que também era um garoto de teatro".
Depois de deixar a Texas State University, Sheridan se mudou para Austin, onde trabalhou cortando grama e pintando casas. Enquanto procurava emprego em um shopping, Sheridan conheceu um caçador de talentos que lhe ofereceu a oportunidade de ir para Chicago e seguir a carreira de ator. Mais tarde, ele morou na cidade de Nova York e Los Angeles durante seu tempo como ator.

## Carreira
Sheridan iniciou sua carreira como ator, aparecendo em filmes menores e em papéis recorrentes em séries de televisão, como Veronica Mars, Walker, Texas Ranger e, mais notavelmente, interpretando David Hale em Sons of Anarchy. Ele fez a transição para a escrita de roteiros após completar 40 anos. Seu primeiro trabalho como roteirista foi em Sicario, dirigido por Denis Villeneuve. O filme segue a história de Kate Macer (Emily Blunt), uma agente do FBI recrutada para uma força-tarefa governamental com o objetivo de derrubar o líder de um poderoso e brutal cartel de drogas mexicano. O filme recebeu aclamação da crítica, com uma classificação de 94% de aprovação no Rotten Tomatoes, e rendeu a Sheridan uma indicação ao Writers Guild of America Award na categoria de Melhor Roteiro Original.
Após Sicario, Sheridan escreveu Comancheria (que mais tarde foi renomeado como Hell or High Water). O filme foi lançado em agosto de 2016 e recebeu elogios da crítica, estrelando Jeff Bridges, Chris Pine e Ben Foster. O roteiro de Sheridan rendeu várias indicações em prêmios importantes, incluindo BAFTA, Globo de Ouro e Oscar.
Embora o filme de terror de baixo orçamento "Vile" seja creditado como seu primeiro trabalho como diretor, Sheridan não considera esse filme sua estreia na direção. Ele explicou que seu verdadeiro início na direção foi com "Wind River". Este filme, seu segundo como diretor e terceiro como roteirista, estreou no Festival de Cinema de Sundance em janeiro de 2017 e trata de uma história envolvendo um agente do FBI (Elizabeth Olsen) e um veterano rastreador de jogos (Jeremy Renner) investigando um assassinato em uma reserva nativa americana. "Wind River" faz parte da trilogia de Sheridan sobre a "fronteira americana moderna", seguindo "Sicario" e "Hell or High Water".
Em 2016, Sheridan foi contratado para roteirizar o remake americano do filme francês "Disorder" (2015), dirigido por Matthias Schoenaerts e chamado de "Desordem". James Mangold estava programado para dirigir o remake.
Em 2017, Sheridan criou a série de televisão "Yellowstone", estrelada por Kevin Costner, que foi ao ar na Paramount Network por cinco temporadas consecutivas, a partir de 20 de junho de 2018.
Ele também escreveu a sequência de Sicario, intitulada "Sicario: Day of the Soldado", dirigida por Stefano Sollima e lançada em 2018. Recentemente, seu contrato geral com a ViacomCBS foi renovado.
Em maio de 2019, foi anunciado que a Warner Bros. Pictures e a New Line Cinema adquiriram os direitos de distribuição do filme "Aqueles que me desejam a morte", que também foi dirigido por Sheridan. O filme estreou internacionalmente na Coreia do Sul em 5 de maio de 2021 e nos Estados Unidos em 14 de maio de 2021.

## Filmografia
| Ano             | Título                     | Diretor | Escritor | Produtor | O Criador | Apresentador | Notas                                        |
| --------------- | -------------------------- | ------- | -------- | -------- | --------- | ------------ | -------------------------------------------- |
| 2018 – presente | Yellowstone                | Sim     | Sim      | Sim      | Sim       | Sim          | Co-criador com John Linson                   |
| 2019 – presente | The Last Cowboy            | Não     | Não      | Sim      | Sim       | Não          |                                              |
| 2021 – presente | Mayor of Kingstown         | Sim     | Sim      | Sim      | Sim       | Sim          | Co-criador com Hugh Dillon                   |
| 2021–2022       | 1883                       | Sim     | Sim      | Sim      | Sim       | Sim          | Prequela de Yellowstone                      |
| 2022 – presente | Tulsa King                 | Não     | Sim      | Sim      | Sim       | Não          |                                              |
| 2022 – presente | 1923                       | Não     | Sim      | Sim      | Sim       | Sim          | Prequela de Yellowstone , sequência de 1883  |
| 2023            | Operação: Lioness          | Não     | Sim      | Sim      | Sim       | Sim          |                                              |
| A definir       | Homens da lei: Bass Reeves | Sim     | Sim      | Sim      | Sim       | Sim          | Filmagens, parte das parcelas de Yellowstone |
| A definir       | Land Man                   | Não     | Sim      | Sim      | Sim       | Sim          | Pré-produção                                 |